# Fotbal Club FCSB
|  | Per a altres significats, vegeu «CSA Steaua de Bucarest». |

El Fotbal Club FCSB és un club de futbol de la capital de Romania, Bucarest. Va néixer després d'una divisió entre el FC Steaua de Bucarest (en romanès FC Steaua Bucureşti, "L'Estel de Bucarest") i el CSA Steaua de Bucarest -el club de futbol romanès amb més títols guanyats- per una demanda judicial guanyada pel ministeri de defensa romanès.

## Història
L'entitat esportiva del Steaua de Bucarest fou fundada el 7 de juny de 1947 segons una ordre del ministre de l'Exèrcit, Mihail Lascăr, amb el nom inicial d'Associació Esportiva de l'Armada (en romanès Asociaţia Sportivă a Armatei). El nou club de futbol fou inscrit a la Divisió A en lloc de l'equip Carmen Bucureşti, ja que aquesta entitat fou dissolta al considerar-la de caràcter burgès, ja que el seu patró era Ionel Mociorniţă, fill de l'industrial Dumitru Mociorniţă.

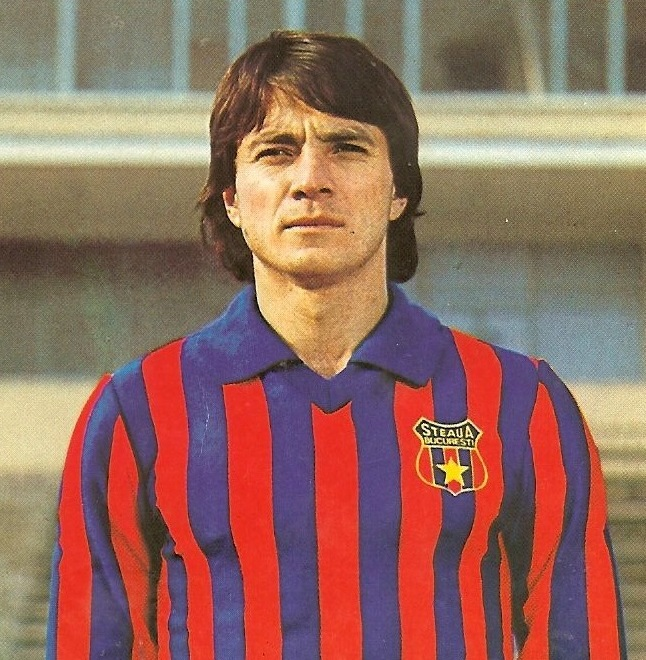
Tudorel Stoica, capità de l'equip entre 1982 i 1989.

El primer entrenador del nou equip va ser Coloman Braun-Bogdan. Va canviar el seu nom posteriorment pel de Casa Central de l'Armada (en romanès Casa Centrală a Armatei), l'entitat va guanyar el primer campionat l'any 1951, sota la direcció de l'antic lloctinent dels primers fundadors de l'entitat Gheorghe Popescu I. Entre aquells anys i fins a la temporada 1960-61, la CCA va guanyar 5 títols de campionat de la Divisió A.

### Evolució del nom
- 1947: ASA Bucarest - Asociatia Sportiva a Armatei
- 1948: CSCA Bucarest - Clubul Sportiv Central al Armatei
- 1950: CCA Bucarest - Casa Centrala a Armatei
- 1961: CSA Steaua Bucarest - Clubul Sportiv al Armatei Steaua
- 1998: AFC Steaua Bucarest - Asociația Fotbal Club Steaua
- 2003: FC Steaua Bucarest - Fotbal Club Steaua București, la secció de futbol se separà del club poliesportiu CSA Steaua de Bucarest (club de l'exèrcit) esdevenint un club privat[4]
- 2017: Fotbal Club FCSB, el 31 de març de 2017 l'alta cort de cassació i justícia vetà l'ús del nom històric Steaua[5]

### Adreça del club
Hotel Marriott Grand Offices
 Bulevardul 13 Septembrie, Nr. 90 
Sector 5, Bucarest, Romania
Tel.: +40 (0)21 4034250 
Fax: +40 (0)21 4034252

## Palmarès
- Campió Copa d'Europa de futbol
  - 1985/1986 - 7 de maig 1986 - FC Steaua de Bucarest vs. FC Barcelona - 0-0 (2-0 penaltis) - Estadi Sánchez Pizjuán, Sevilla
- Subcampió Copa d'Europa de futbol
  - 1988/1989 - AC Milan vs. FC Steaua de Bucarest - 4-0 - Estadi Camp Nou, Barcelona
- Semifinalista Copa d'Europa de futbol
  - 1986/1987 - FC Steaua de Bucarest vs. Sport Lisboa e Benfica - 0-0, 0-2
- Semifinalista Copa de la UEFA
  - 2005/2006 - FC Steaua de Bucarest vs. Middlesbrough FC - 1-0,2-4
- Campió Supercopa d'Europa de futbol
  - 1985/1986 - FC Steaua de Bucarest vs. Dinamo Kiev - 1-0 - Estadi Stade Louis II, Mònaco
- Subcampió Copa Intercontinental de futbol
  - 1985/1986 - FC Steaua de Bucarest vs. CA River Plate Buenos Aires - 0-1 - Estadi National Stadium, Tòquio
- Campió de la Lliga romanesa de futbol: 28
  - 1951, 1952, 1953, 1956, 1959-60, 1960-61, 1967-68, 1975-76, 1977-78, 1984-85, 1985-86, 1986-87, 1987-88, 1988-89, 1992-93, 1993-94, 1994-95, 1995-96, 1996-97, 1997-98, 2000-01, 2004-05, 2005-06, 2012-13, 2013-14, 2014-15, 2023-24, 2024-25
- Campió de la Copa de Romania: 20
  - 1948/1949; 1950/1951; 1951/1952; 1952/1953; 1955/1956; 1961/1962; 1965/1966; 1966/1967; 1968/1969; 1969/1970; 1970/1971;1975/1976; 1978/1979; 1984/1985; 1986/1987; 1988/1989; 1991/1992; 1995/1996; 1996/1997; 1998/1999;2010/11; 2014/15
- Campió de la Supercopa de Romania: 6
  - 1993/1994; 1994/1995; 1997/1998; 2000/2001; 2005/2006; 2013
- Campió de la Cupa Ligii: 2
  - 2014-2015 i 2015-2016

## Jugadors destacats
Des de fa molt de temps que una part importants dels més grans jugadors de futbol romanesos han jugat al FC Steaua de Bucarest. Jugadors com Anghel Iordănescu, Marcel Răducanu, Marius Lăcătuş o Gheorghe Hagi encara es troben a la memòria i l'ànima dels aficionats del Steaua, ja que van ser claus per fer d'aquest club el millor club de Romania. Aquests han d estat alguns dels grans jugadors que han jugat al FC Steaua de Bucarest:
- Marius Lăcătuş
- Miodrag Belodedici
- Ladislau (Loţi) Bölöni
- Helmuth Duckadam
- Gheorghe Hagi
- Adrian Ilie
- Anghel Iordănescu
- Gavrilă Pele Balint
- Dorinel Munteanu
- Dan Petrescu
- Ilie Dumitrescu
- Mirel Rădoi
- George Ogăraru

## Secció d'handbol
La secció d'handbol és una de les més populars junt amb la d'hoquei sobre gel, per radera de la de futbol. A nivell nacional ha guanyat en 27 ocasions la Lliga romanesa i en 7 la Copa. A nivell internacional ha guanyat la Copa d'Europa d'handbol de 1968 i 1977, així com la Copa Challenge d'handbol de 2006, essent, a més, finalista de la Copa d'Europa els anys 1971, 1974 i 1989.